# Dysschema crucifera
Dysschema crucifera är en fjärilsart som beskrevs av Perty 1833. Dysschema crucifera ingår i släktet Dysschema och familjen björnspinnare. Inga underarter finns listade i Catalogue of Life.